# Verdrag van Saint-Germain (1919)

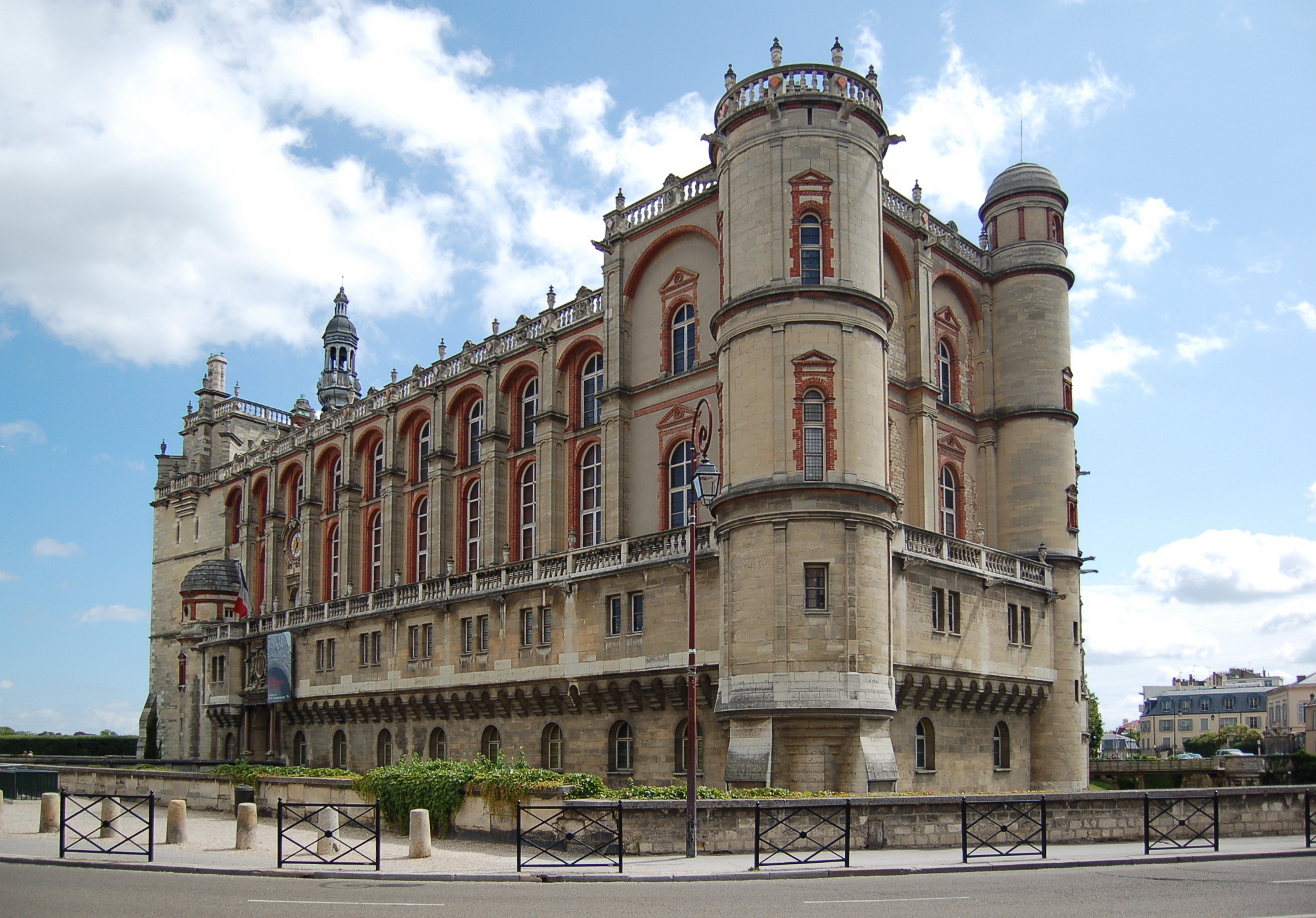
Het kasteel van Saint-Germain-en-Laye

Het Verdrag van Saint-Germain werd op 10 september 1919 gesloten tussen de overwinnaars van de Eerste Wereldoorlog en de overgebleven rompstaat Oostenrijk. Het verdrag is genoemd naar de Parijse voorstad Saint-Germain-en-Laye, waar het in het plaatselijke kasteel werd onderhandeld en ondertekend. Het verdrag werd op 16 juli 1920 formeel van kracht.

## Erkenning
Dit verdrag regelde niet alleen de erkenning van het nieuwe Oostenrijk, maar ook de erkenning van de nieuwe staten, die uit het oude Oostenrijk-Hongarije waren ontstaan. Oostenrijk erkende aldus de onafhankelijkheid van Hongarije, Tsjechoslowakije, Polen en Joegoslavië. In dit verdrag werd tevens gesproken over de noodzaak van herstelbetalingen, die het nieuwe Oostenrijk zou moeten voldoen, maar gezien het bankroet van de staat is het nooit tot een taxatie van schade en betalingen gekomen.

## Bepalingen
- Verbod aan Oostenrijk om een (politieke of economische) unie met Duitsland aan te gaan zonder goedkeuring van de Volkenbond. Deze goedkeuring werd niet gegeven.
- Het gebruik van de naam Deutschösterreich als staatsnaam is verboden.
- Beperking van een toekomstig Oostenrijks leger tot maximaal 30.000 manschappen.
- De formele schuld van de Eerste Wereldoorlog werd aan het Habsburgse huis en het Duitse Keizerrijk toegerekend.
- De kroonlanden Bohemen, Moravië, Oostenrijks-Silezië en enkele Neder-Oostenrijkse gemeenten worden aan het nieuwe Tsjechoslowakije toegewezen.
- Zuid-Tirol, Trentino en het Karinthische Kanaltal, voortaan Val Canale, vallen voortaan onder Italië.
- Het kroonland Galicië, wordt deel van de nieuwe staat Polen.
- Het kroonland Boekovina komt aan Roemenië.
- Delen van Zuid-Stiermarken en Zuid-Karinthië gaan naar de nieuwe Staat van Slovenen, Kroaten en Serven.
- In het zuidelijk deel van Karinthië zal een volksraadpleging gehouden worden over de vraag of men er tot Oostenrijk of tot de Staat van Slovenen, Kroaten en Serven wil behoren (zie: Karinthisch plebisciet).
- De westelijke grensgebieden van Hongarije vervallen aan Oostenrijk, als Burgenland. Deze naam komt overigens van de Duitse namen voor de vier westelijke grenscomitaten: Wieselburg, Eisenburg, Ödenburg en Pressburg). De stad Ödenburg/Sopron zal uiteindelijk in een plebisciet haar toekomst bepalen. Het comitaat Pressburg en daarmee de stad (Poszony) onder de naam Bratislava, komt onder het nieuwe Tsjechoslowakije.
- Over de stad Triëst en haar omgeving, waaronder Istrië, worden beraadslagingen voortgezet.
- Het kroonland Dalmatië gaat naar de nieuwe Staat van Slovenen, Kroaten en Serven.

## Trianon
Het Hongaarse deel van de dubbelmonarchie werd eveneens genoodzaakt de grenzen van het nieuwe Hongarije en de overgang van voormalig Hongaars gebied naar de buurlanden per verdrag te regelen. Dit werd geregeld in het Verdrag van Trianon, dat getekend werd op 4 juni 1920.